# 久伊豆社 (加須市鴻茎)
久伊豆社（くいずしゃ）は、埼玉県加須市の神社。

## 歴史
創建年代は不明である。当社より約2キロメートル北西に、埼玉県内各地に点在する久伊豆神社の総本社とされる玉敷神社が位置するが、創建にかかわる経緯は不明である。
1872年（明治5年）、近代社格制度に基づく「村社」に列せられ、1907年（明治40年）の神社合祀により、周辺の9社が合祀された。
「久伊豆神社」は、通常「ひさいずじんじゃ」と呼ばれているが、当社では「くいずしゃ」である。

## 交通アクセス
- 路線バス騎西三丁目停留所より徒歩16分。